# Michał Walewski (1735–1806)
Michał Walewski herbu Kolumna (ur. 1735, zm. 1806) – wojewoda sieradzki w latach 1785–1792, podkomorzy krakowski w latach 1776-1785.

## Życiorys
W 1764 roku był elektorem Stanisława Augusta Poniatowskiego z województwa łęczyckiego i posłem łęczyckim na sejm elekcyjny.
Poseł na Sejm Rozbiorowy (1773–1775) z województwa krakowskiego. Członek konfederacji Andrzeja Mokronowskiego i poseł na sejm 1776 roku z województwa krakowskiego. Poseł na sejm 1778 roku z województwa krakowskiego. Był członkiem konfederacji Sejmu Czteroletniego.  W czasie Sejmu Czteroletniego 1788–1792 wysunął projekt rozbudowy polskiej armii do 100 000 żołnierzy, starosta libertowski, marszałek konfederacji barskiej województwa krakowskiego 14 grudnia 1771 roku, szambelan królewski od 1779 roku, podkomorzy krakowski w latach 1776–1785, rotmistrz kawalerii narodowej w 1789 roku.
W okresie Konfederacji Barskiej wspólnie z Kazimierzem Pułaskim dowodził obroną Jasnej Góry przed Rosjanami dowodzonymi przez Drewitza (Drewicza).
Poseł na sejm 1780 roku z województwa krakowskiego.
Figurował na liście posłów i senatorów posła rosyjskiego Jakowa Bułhakowa w 1792 roku, która zawierała zestawienie osób, na które Rosjanie mogą liczyć przy rekonfederacji i obaleniu dzieła 3 maja. Marszałek konfederacji województwa krakowskiego i konsyliarz konfederacji generalnej koronnej w konfederacji targowickiej.
Jego córką była Karolina Teresa (1778–1846), zamężna za hrabią Aleksandrem Chodkiewiczem, a następnie żona księcia Aleksandra S. Golicyna (1789–1858).

## Ordery
W 1785 roku odznaczony Orderem Orła Białego, w 1778 Orderu św. Stanisława, a w 1793 pruskim Orderem Orła Czerwonego.